# أبو العروسة (مسلسل)
أبو العروسة مسلسل تلفزيوني اجتماعي مصري من ثلاثة أجزاء يعرض على قناة دي إم سي من تأليف هاني كمال وهو من بطولة سيد رجب وسوسن بدر.

## الجزء الأول 2017
تدور الأحداث حول عدد من المشاكل الاجتماعية من خلال الموظف عبد الحميد الذي تختلط مشاعره السعادة والقلق عندما يتقدم شاب للزواج من ابنته، حيث تتعرض الأحداث لتحمل الأب لتكاليف زواج ابنته، ولاختلاف الفوارق الاجتماعية بين طبقات المجتمع، ومشاكل الأسر المصرية.

### طاقم العمل

#### الممثلين
| - سيد رجب: عبد الحميد - سوسن بدر: عايدة زوجة عبد الحميد - مدحت صالح: جابر جار عبد الحميد - محمد عادل: أكرم بن عبد الحميد - خالد كمال: ملاك زميل عبد الحميد - ولاء الشريف: زينة بنت عبد الحميد - محمود حجازي: طارق زوج زينة - رانيا فريد شوقي: نيرة صديقة شيري - أحمد صيام: داوود والد طارق | - صفاء الطوخي: وفاء والدة طارقة - محمد حاتم: شريف أخو عبد الحميد - أماني كمال: شيري صديقة شريف - أحمد عبد الله محمود: علي صديق أكرم - كارولين عزمي: هاجر بنت عبد الحميد - منى جلال: منار صديقة عبد الحميد - رشا أمين: فيفيان صديقة ملاك - تامر فرج: أيمن زوج نيرة - محمد السعدني: مهند صديق أكرم | - تامر ضيائي: سامي زميل عبير - مريهان مجدي: شهد أخت علي - أحمد سلطان: مينا أخو ملاك - شريف صبحي: وليد طليق شيري - نديم هشام: مازن الشاب السوري - عزوز عادل: إيهاب زوج شهد - عبد المنعم رياض: ظابط الشرطة - وئام مجدي: ميرنا صديقة طارق - ميما الشامي: رانيا أخت طارق | - ماجدة منير: ام علي وشهد - ديانا هشام: مريم بنت جابر - بدر صبري: - زينب سلامة: مارينا أخت ملاك - يوسف حسام: الطفل مرزوق بن عبد الحميد - أمل حسام: الطفلة بدرية بنت عبد الحميد - هدى عمار: المطربة نعمة - نرمين الفقي: عبير زوجة جابر |

شارك في التمثيل: أشرف صالح- ماهر سليم- منى حسين- نيرة عارف- شيماء عباس: زميلة زينة في الشغل - أحمد سامي ويزو: خالد - لاشينة لاشين- ليال عبد الخالق: ليال - محمد صابر- كمال عاصم- جورج غبور- عماد عزمي- عمرو جمال- عبد الحكيم درويش- سامر المنياوي- كريم محجوب- معتز حسين- سحر عبد الحميد: زميلة عايدة في الشغل - هبة خيال- هند فتحي: زميلة عايدة في الشغل - ميادة سويلم - دينا عماد - أميرة بدر: زميلة عايدة في الشغل - منى حمدي - ندى عادل- جوليا شواشي: سارة - طارق راتب- أشرف المحلاوي- عمرو درويش- محمد أبو السعود- عمرو فريد- علاء رشاد - هاني يوسف - خالد عبد المجيد- محمد سعفان- محمود عبد الدايم- حسام حسن- عبد النبي فؤاد- مصطفى ناجي- خالد نجيب- محمد حجاج- ناني الديب- رشا محمود - رنا جادو - فريدة رأفت- بريهان منصف- نهى طاهر- بريهان باهر- إيمان الشريف - علا عبد الباقي- سماح عبد العال- داليا كمال - وسام عادل - ملك أسعد - مونيكا ألفونس- نرمين كمال- نجدة - مجدي توفيق- إبراهيم أبو عوف- أحمد عبد الواحد- محمود حجاج- أمير محمد- ياسر الأسيوطي- أشرف قنديل- أحمد فؤاد- أحمد الدسوقي - عايدة فهمي: أم الشهيد خالد

#### الإداريون
| - دي ميديا للإنتاج وتطوير المحتوى: منتج - سكوير ميديا للإنتاج الفني والإعلامي: منتج - منى قطب: منتج - إبراهيم حمودة: منتج - هيثم فتوح: منتج فني - أحمد جابر: منتج فني - عاطف العلايلي: إدارة الإنتاج - إبراهيم ناجى: Line Producer - كمال منصور: مخرج - هشام فتحي: مخرج منفذ | - عمر جبر: مساعد مخرج أول - أحمد عبد الرازق: سكريبت ملابس الوحدة الثانية - رضا عزاوي: مساعد مخرج أول (الوحده التانيه - إسلام شوقي: سكريبت حركه - سلطان صلاح: كلمات التتر والأغاني - خالد عز: الألحان والتوزيع والموسيقى التصويرية وغناء التتر - مدحت صالح: غناء - بلاك تيما: غناء التتر - مصطفى عز: هندسة صوتية للتتر والموسيقى التصويرية والأغاني - أحمد عبدالعزيز: مدير التصوير | - شريف جلال: كاميرا مان - علي عسر: فوكس بولر - مصطفى الصاوي: فوكس بولر - هند حيدر: إشراف فني وديكور - ليالي أبو العزم: مساعد الديكور - عمر رأفت: مساعد الديكور - محمد أحمد إسماعيل :مساعد الديكور - علي الزهار: منسق المناظر - شريف فتحي: أعمال المونتاج - وائل فرج: أعمال المونتاج - محمد السعدني: مونتير | - مونيا فتح الباب: ستايلست - أشرقت إسلام: مساعد ستايلست - خالد الشيخ: منفذ ملابس - سامح حنفي: ماكيير - هيثم دهب: مصفف الشعر - أوسم إمام: مشرف صوت ومكساج - إبراهيم دسوقي: مكساج - هاني كمال: مؤلف - إبراهيم حمودة: إشراف عام |

## الجزء الثاني 2018
استكمالا لأحداث الموسم الأول من المسلسل، تتطور الأحداث حيث تنتظر زينه - ابنه عبد الحميد - مولودتها الأولى، وتقرر هي وزوجها السفر لأمريكا لإنجاب طفلتها، ومن باب الصدفة يخبر الأطباء عبد الحميد أنه سيفقد بصره خلال شهر قبل أن يرى حفيدته الأولى.

### طاقم العمل

#### الممثلين
| - سيد رجب: عبد الحميد - سوسن بدر: عايدة - مدحت صالح: جابر - نرمين الفقي: عبير - محمد عادل: أكرم - خالد كمال: ملاك - رانيا فريد شوقي: نيرة - أحمد صيام: داوود - صفاء الطوخي: وفاء - ولاء الشريف: زينة - محمود حجازي: طارق - أماني كمال: شيري | - محمد حاتم: شريف - كارولين عزمي: هاجر - منى جلال: منار - مريهان مجدي: شهد - محمد السعدني: مهند - ديانا هشام: مريم - رشا أمين: فيفيان - أحمد سلطان: مينا - ماجدة منير: ام علي وشهد - شريف صبحي: وليد - سلمى حسن | - ميما الشامي: رانيا - زينب سلامة: مارينا - رشدي الشامي - محمد مهران - ندى عادل - حنان عادل: سارة / خطيبة مينا - أسماء جلال: سلمى / صديقة طارق - نانسي صلاح - يحيى أحمد - محمد مرزبان - هالة عمر | - إسراء الصابوني - مجدي عبيد - عفاف مصطفى - أحمد سعد ميشو - جيهان خيري - أمل حسام: الطفلة بدرية - يوسف حسام: الطفل مرزوق - حنان سليمان - تامر ضيائي: سامي - تامر فرج: أيمن - عبد المنعم رياض: ظابط الشرطة |

أشترك في التمثيل: عماد عزمي - محمد صابر - خالد جواد - فاتن فتحي - مجدي الدالي - أشرف فاروق - نوال العادلي - امنية محمد - نورا عصمت - محمد محيي - أحمد محيي - هاني العدوي - خالد بدوي - شريف عزت - محمد دسوقي - شيماء حسن - علاء الموازيني - وسام نصر - علي عماد - راضي نبايل - حمادة خاطر - أحمد مصطفى - شروق مصطفى - نهال كمال المهدي: مي - حاتم رضا: منصور - ياسين فتحي - ريم المصري - عبد الفتاح فرج الله: طبيب القلب - محمود عزت - محمود بشير - زيزي مصطفى - سمير حكيم - أماني زاهر - هدى عجيل - مي زويد -رباب الفاتح - يوسف عبيد - عيد أبو الحمد - أحمد النمرسي -أميرة بدر: زميلة عايدة في الشغل -سحر عبد الحميد: زميلة عايدة في الشغل -شيماء عباس: زميلة زينة في الشغل -هند فتحي: زميلة عايدة في الشغل

#### الإداريون
| - كمال منصور: (مخرج) - أحمد أنور: (مساعد مخرج) - محمد الشنواني: (مساعد مخرج (سكريبت حركه)) - سكوير ميديا للإنتاج الفني والإعلامي: (منتج) | - إبراهيم ناجى: (Line Producer) - هاني كمال: (مؤلف) - عزمي الرحماني: (مدير تصوير الوحدة الثانية) - علي خيري: (مونتير الوحدة الثانية) - مصطفى فراج: (VFX Supervisor) |

## الجزء الثالث 2022
في هذا الجزء يواجه عبد الحميد الذي خرج على المعاش مشكلة زواج ابنته هاجر التي ما زالت تدرس بالجامعة، وتخوفاتها النفسية، ومشاكل ابنته الكبرى زينة مع زوجها طارق، إضافة إلى مشكلة ابنه أكرم مع خطيبته وقراره لترك العمل، وكذلك مشاكل ابنه الأصغر مرزوق.

### طاقم العمل

#### الممثلين
| - سيد رجب: عبد الحميد - سوسن بدر: عايدة - نرمين الفقي: عبير - مدحت صالح: جابر - محمد عادل: أكرم - خالد كمال: ملاك - رانيا فريد شوقي: نيرة - أحمد صيام: داوود - صفاء الطوخي: وفاء - محمود حجازي: طارق | - ولاء الشريف: زينة - محمد حاتم: شريف - أماني كمال: شيري - كارولين عزمي: هاجر - محمد السعدني: مهند - ديانا هشام: مريم - رشا أمين: فيفيان - محمد رضوان: حسن - أحمد سلطان: مينا - حنان عادل: سارة / خطيبة مينا | - عبد المنعم رياض: ظابط الشرطة - شريف صبحي: وليد - زينب سلامة: مارينا - يوسف حسام: الطفل مرزوق - أمل حسام: الطفلة بدرية - نور محمود: المعيد إبراهيم - هاجر عفيفي: حياة الخولي - هدير عبد الناصر: دينا - شريف بديع - هدى الإدريسي: سعاد | - وئام مجدي: ميرنا - أسما سليمان: فريدة - لمياء كرم: هناء - أحمد عزت: أسامة - يوسف إبراهيم - محمود فايز - أكرم عمران - بهجت عدلي - أحمد سعد ميشو - وفاء صادق: صفاء |

أشترك في التمثيل: - لبنى عبد العزيز - شريف البردويلي - عماد عزمي - شيماء فاروق - بدر صبري - أحمد مختار - نرمين إسماعيل - أسماء إمام - وسيم نبيل الدقاق: يوسف خطيب هاجر - أحمد خليل الشرقاوي - طاهر الحكيم - أحمد سعد - أسماء عمر - نغم صالح - عبد الرحمن الزيدي - محمود عبد الرازق - محمود الأشطر - لمياء الخولي - هند فتحي - سحر عبد الحميد: زميلة عايدة في الشغل - عمرو عثمان - محمد المغربي - أميرة بدر - هنا جرجس - سليمان حمزة - نهال كمال المهدي: مي - نرڤانا الخطيب - مونيكا هاني - ساهر سمير - أمير يوسف كمال - هاني حافظ - حسن حنفي - همسة الخياط - محمد فؤاد - عادل عزت - عباس عبيد - ماريان مرجان - محيي ضرغام - عمرو فتحي - أشرف شكري - أياد عبيد - كريم العطار - بيشوي رضا - كيرلس عماد - كريم أبو النجا - حنين حسام - بيتر منير - ساندرا جرجس - يوستينا حبشي - محمد رفعت - رحاب حبيب - ماركو سعد - ياسنر منيسي - محمود السراج - محمد هادر - حسام الجمل - ماروشكا - مصطفى هميسة - خولة التونسية - محمد وديع - أحمد المهندس - ديفيد عادل - تامر أحمد عبد العزيز - حسين راغب - أجمد علي - رامي عاطف - إسلام عكاشة - عماد عصام - كوكو جاد - ياسين روماني - حليم الجندي - عصام الدين أشرف - علي سيف - أحمد دياب الصغير - جوزيف مشرقي - كريم إيهاب - محمد أبو شامة - سلمى كريم - روجينا الأثيوبية - معتز الزعيم - سلمى حنطور - برلا سليم الأطفال: مالك صلاح حسن - مليكة صلاح حسن - يونس تامر

#### الإداريون
| - سامح أنور: (مونتاج) - عبدالرحمن الليثي: (مساعد مونتير) - هاني كمال: (مخرج) - جمال خزيم: (مخرج مساعد) | - هاني كمال: (مؤلف) - ياسمين عادل: (Casting director) - عمر التوني: (كاميرا مان) - إبراهيم ناجى: (Line Producer) |